# 佐々木久美 (ミュージシャン)
佐々木 久美（ささき くみ、3月13日 - ）は、日本の女性歌手、スタジオ・ミュージシャン。神奈川県在住。既婚。

## 経歴・人物
1980年代より、多くの歌手の活動・コンサートツアーにバックコーラス・キーボード（オルガン）演奏等で参加。上田正樹バンド（1981年 - ）、山下達郎（1986年 - 2014年）、UA（1996年 - ）、MISIA（2000年 - ）の他、SMAP、大黒摩季、EXILE、ポルノグラフィティ等の活動にも参加している。
2000年には特撮ヒーロー番組『未来戦隊タイムレンジャー』の主題歌・挿入歌でボーカルを担当。2004年のライブイベント「スーパー戦隊“魂”2004」（Shibuya O-EAST）にも参加し、ステージで主題歌を歌唱。その後は2015年と2016年の同ライブイベントにも参加している。
2005年には、日本人バンドとして初めてパリ・コレクションのショーでMinkとともにライブ演奏を行った。
現在は、ボイストレーニング・ボーカルディレクターを務める一方で洗足学園音楽大学、ミューズ・モード音楽院の講師としても活動している。
娘は、同じくスタジオ・ミュージシャンの佐々木詩織。

## ディスコグラフィー

### インスト演奏アルバム
- ソウル・サウンド・オン・ビクトロン (ふるさとの旅)（1977年）[3]

### 歌唱曲
- Xレーサー（『マッハGoGoGo』挿入歌） - 1997年 ※高尾直樹とのデュエット
- 未来戦隊タイムレンジャー - 2000年
  - JIKU〜未来戦隊タイムレンジャー（OP主題歌）
  - BEYOND ALL SPACE AND TIME（JIKŪ 〜未来戦隊タイムレンジャー〜 英語ヴァージョン）（第45話OP） - 2000年
  - BAD VICTORY（挿入歌）
  - WHO ARE YOU?（挿入歌）
- Horizon（『アルジェントソーマ』ED） - 2000年 ※コーラスユニット「Spehere」の一員として（他メンバーは斉藤妙子、岩﨑元是、高尾直樹）
- てをたたきましょう（『こどもちゃれんじミュージック 2歳からのビデオセット）
- アイシテルのルール（NHK教育テレビジョン特別番組『あっちむいてピカソ』）
- パンシロン（ロート製薬『パンシロン』CM）

番組ユニットとして結成された『忍たま乱太郎』の「忍ジャーズ」にも参加。

### コーラス参加アルバム・シングル
- Ah-Ya - 「PIECE of LUCK」
- 安藤まさひろ - 『Melody go round』
- Anna - 「ANNA」
- 市川陽子 - 「All for you」
- 井上昌己 - 「ビターII」
- OG'S - 「JINGLE JAM + MORE」「OG BEAT」
- 織田裕二 - 「River」
- 甲斐よしひろ - 『10 Stories』
- 金月真美 - 「Touch and Go」
- 黒沢律子 - 「DISH」
- 小林信吾 - 「the borderland」
- 小柳ゆき - 「EXPANSION」
- 彩恵津子 - 「彩」
- 下村成二郎 - 「バラードをもう一度」
- しらさやえみ - 「Summer Kiss」
- Sincere - 「EVERY WOMAN」
- Cindy - 「Don't be afraid」
- 鈴木あみ - 『SA』
- SMAP - 「青いイナズマ」『SMAP 004』『SMAP 005』
- 高中正義 - 「Guitar Wonder」
- 竹内まりや - 『Quiet Life』『Bon Appetit!』
- 種市弦 - 「冬の調べ」「両想いのススメ」
- 電気グルーヴ - 『A』
- 中山美穂 - 『Deep Lip French』
- NUU - 「うたうの」「153.7」
- Nelson Super Project - 「Nelson Magic」 「Nelson Motown +」
- 林明日香 - 「初戀」
- 林田健司 - 「GEBO」「マボロシ」「白組」
- FENCE OF DEFENSE - 「FENCE OF DEFENSE III 2235 ZERO GENERATION」
- ポルノグラフィティ - 『THUMPχ』
- MISIA - 『MARVELOUS』
- 山下達郎 - 『JOY』『COZY』『RARITIES』
- 米倉利紀 - 「adesso」
- 渡辺満里奈 - 「Ring-a-Bell」
- 世界は摩訶不思議（Salia、『魔法学園 LUNAR! 青い竜の秘密 -すっぽこ魔法作戦-』ED主題歌）
- T.I.M.E.Timeranger!（タイムレンジャー（永井マサル・勝村美香・城戸裕次・小泉朋英・倉貫匡弘）、『未来戦隊タイムレンジャー』挿入歌）
- ガオレンジャー吼えろ!!（山形ユキオ、『百獣戦隊ガオレンジャー』OP主題歌）
- Dynamic Soul!!（影山ヒロノブ、『百獣戦隊ガオレンジャー』挿入歌）
- 百獣合体! ガオキング（水木一郎、『百獣戦隊ガオレンジャー』挿入歌）
- white light 〜ガオホワイト 冴のテーマ〜（堀江美都子、『百獣戦隊ガオレンジャー』挿入歌）
- 絆〜Spirit of Gao Ranger〜（山形ユキオ&Salia、『百獣戦隊ガオレンジャー』挿入歌）
- 大空への階段（ガオレンジャー(金子昇・堀江慶・柴木丈瑠・酒井一圭・竹内実生)、『百獣戦隊ガオレンジャー』挿入歌）
- Here we go!（橋本潮、『のりもの王国ブーブーカンカン』）
- 五條真由美 - DANZEN! ふたりはプリキュア
- きただにひろし - 「ウィーアー!」「ウィーアー! GRAND BATTLE super-EX VER.」（『ONE PIECE グランドバトル! 2』OP主題歌）
- 平成戦士デモクラッシャー（石原慎一）
- キュータマダンシング!（松原剛志、『宇宙戦隊キュウレンジャー』ED主題歌）
- MORISAKI WIN - 「俺こそオンリーワン」「Don't Boo! ドンブラザーズ」（『暴太郎戦隊ドンブラザーズ』主題歌）

ほか多数

### DVD
- スーパー戦隊“魂”2004 LIVE DVD（2005年） - 出演
- 「ルパン三世のテーマ」30周年コンサート “LUPIN!LUPIN!!LUPIN!!!”（2007年） - 出演（コーラス）
- ルパン三世コンサート LUPIN! LUPIN!! LUPIN!!! 2015（2016年） - 出演

### 編曲
- ダンシング・ジャンク（忍ジャーズ、『忍たま乱太郎』挿入歌）

### コーラスアレンジ
- Here we go!（橋本潮、『のりもの王国ブーブーカンカン』OP、1997年）
- Destiny（篠原涼子、1997年）

### ライブ出演
- スーパー戦隊“魂” 2004（2004年11月29日、Shibuya O-EAST）
- 「ルパン三世のテーマ」30周年コンサート “LUPIN!LUPIN!!LUPIN!!!”（2007年9月8日）
- スーパー戦隊“魂”IX 2015（2015年11月8日、Zepp Tokyo）
- ルパン三世コンサート LUPIN! LUPIN!! LUPIN!!! 2015（2015年12月20・24日）
- スーパー戦隊“魂” X 2016（2016年11月6日、Zepp Tokyo）